# Domenico Pellegrini
Domenico Pellegrini (Galliera Veneta, 19 de março de 1759 — Roma, 4 de março de 1840) foi um pintor italiano, discípulo de Lodovico Gallina. Tornou-se retratista pela influência de Alessandro Longhi.

## Galeria
Pinturas de Domenico Pellegrini
- Retrato de João José Sá Machado (1800) no MNAA, Lisboa
- Família Alorna (1805)
- Futuro Marquês de Alorna... (c. 1793), coleção particular
- Retrato de Mykolas Kleopas Oginskis (1800-1815)